# یدید آمونیوم
آمونیوم یدید (به انگلیسی: Ammonium iodide) با فرمول شیمیایی NH۴I یک ترکیب شیمیایی است. که جرم مولی آن 144.94 g/mol می‌باشد. شکل ظاهری این ترکیب، پودر بلورین سفید است.